# Félix Goblet d'Alviella
Félix Goblet d'Alviella, född 26 maj 1884 i Ixelles, död 7 februari 1957 i Bryssel, var en belgisk greve, advokat och fäktare som deltog i två olympiska spel. Han var son till Eugène Goblet d'Alviella och far till Jean Goblet d'Alviella.
Félix Goblet d'Alviella blev olympisk silvermedaljör i Antwerpen 1920.